# Schwarzzelt

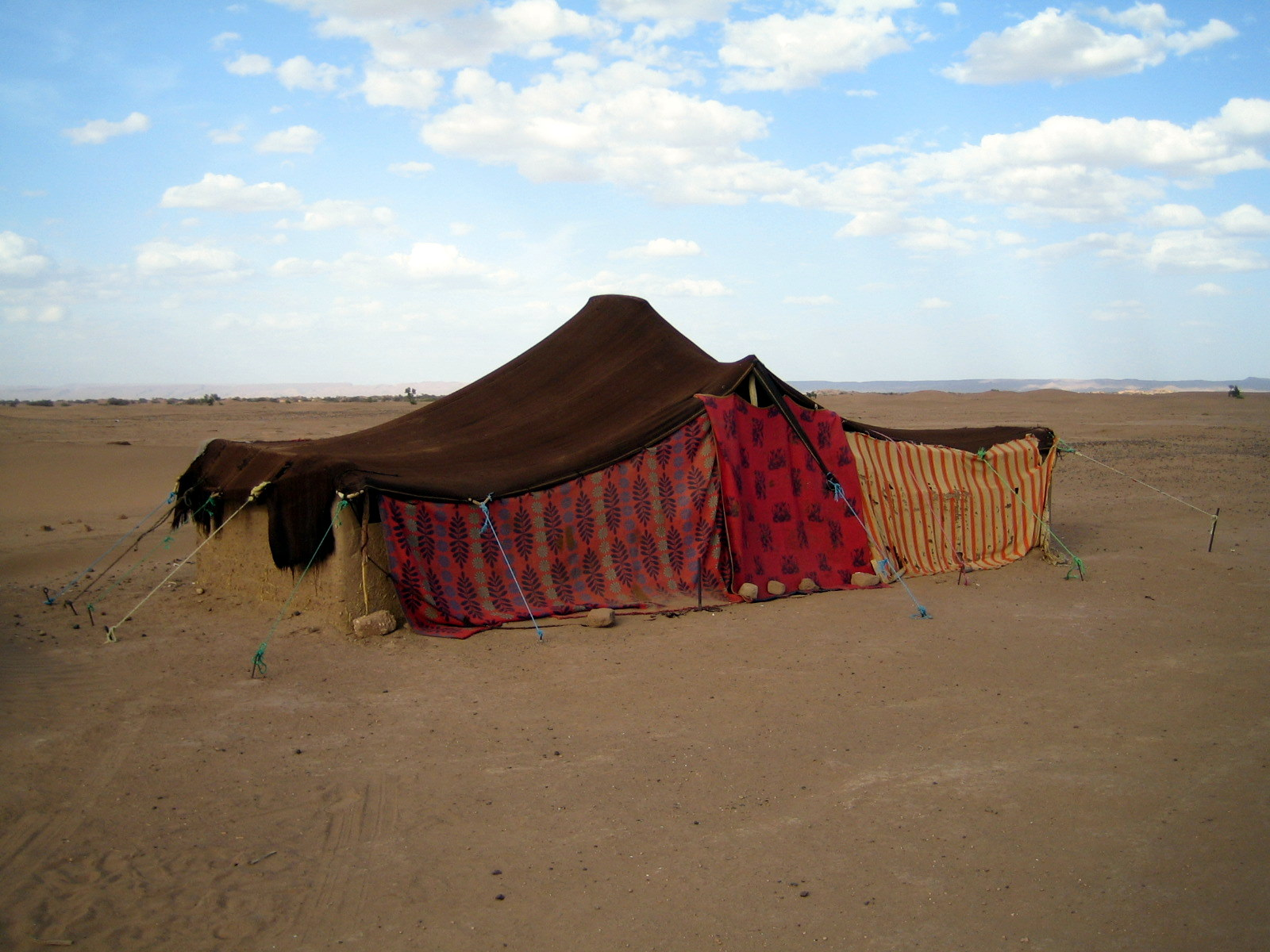
Berberzelt mit seitlicher Stampflehmmauer bei M’hamid, Südmarokko

Als Schwarzzelt (arabisch الخيمة, DMG al-Ḫaima, gespr. khaima, haima oder chaima) wird die traditionelle transportable Behausung vieler Nomadenvölker in Nordafrika bezeichnet.

## Geschichte

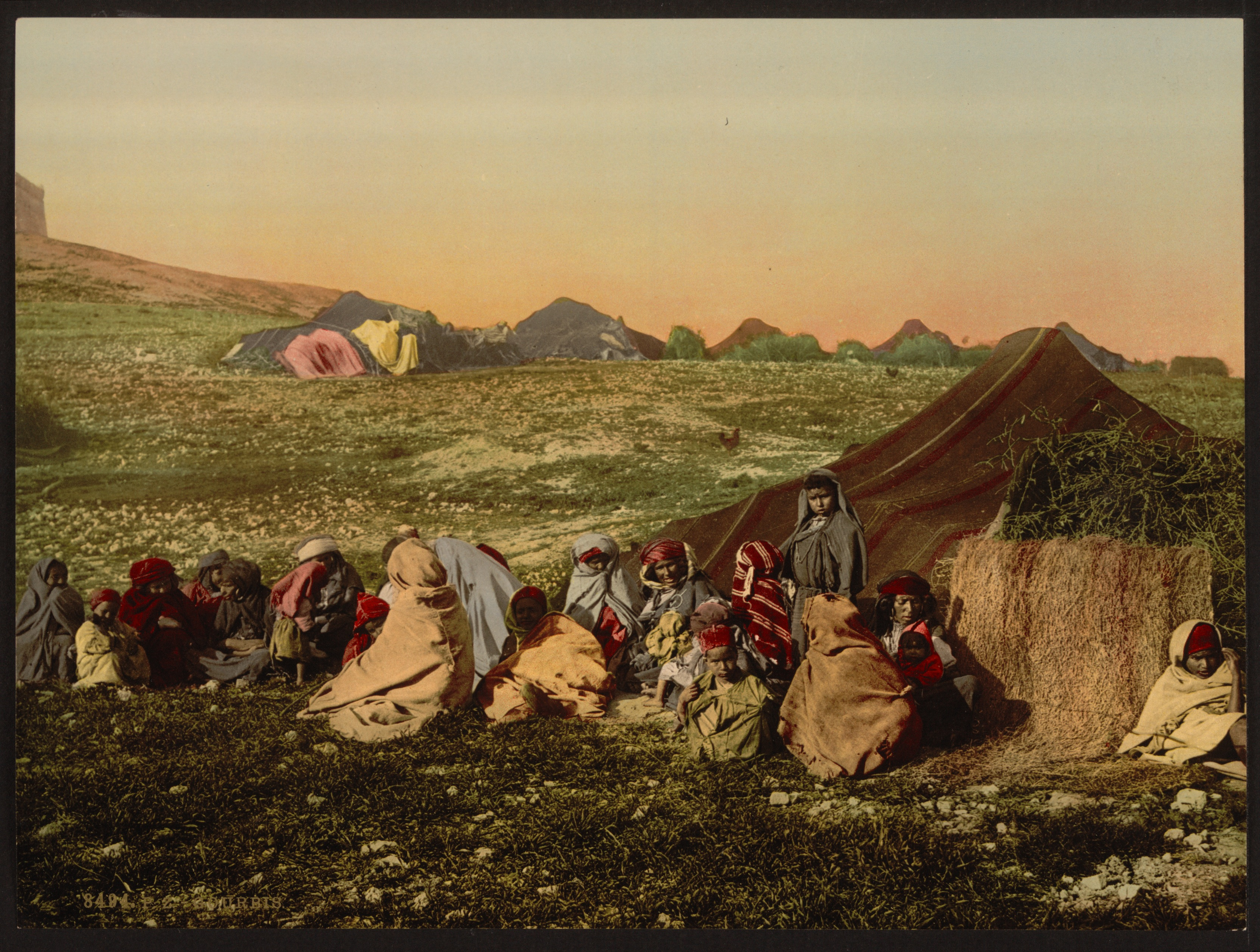
Arabische Nomaden, Tunis, Tunisien (1899) – Library of Congress, Washington, V.S.

Wahrscheinlich bereits seit über 5000 Jahren wird das Schwarzzelt im Maghreb, Arabien, Persien bis Tibet benutzt. Den Ursprung des Schwarzzeltes vermutet man im wüsten- oder halbwüstenartigen arabischen Raum, andere Theorien gehen von einem persischen Ursprung aus (Baluchistan). Wegen des vergänglichen Materials sind kaum archäologische Funde auswertbar, man bezieht sich bei diesbezüglichen Forschungen auf alte Schriften und Bemerkungen in religiösen Texten.

## Physikalische Eigenschaften
Diese über mittlere und meist auch seitliche Pflöcke gespannten Zelte sind aus schwarzem Ziegenhaar gewebt. In einfacher Leinwandbindung wird das zu dickem Garn versponnene Haar so grobporig verwoben, dass es möglich wäre, Strohhalme durch das Gewebe zu stecken. Trotzdem sind die Zeltbahnen bei den (ohnehin seltenen) Regenfällen weitgehend dicht, weil die Wollfäden aufquellen und das Wasser durch das Gewebe hindurch verdampft. Bei Sonneneinstrahlung ist es im Innern des Zeltes kühler als außen. Diese kühlende Wirkung konnte unter Labor-Bedingungen nachgewiesen werden. Das Entzünden eines Feuers in diesem Zelt ist möglich. Durch die oben offene Konstruktion und die Großporigkeit des Gewebes zieht der Rauch ungehindert ab, und das Feuer kann zum Wärmen und zur Nahrungszubereitung genutzt werden. Der durch die Planen ziehende Rauch imprägniert gleichzeitig den Stoff und stellt damit auch eine gewisse Feuerfestigkeit her. Tagsüber scheint genügend Licht durch die Poren, so dass auch bei heruntergelassenen Frontdecken ausreichend Sicht im Zelt besteht. Bei Wind und Sturm bietet die Konstruktion des Zeltes flexiblen Schutz und steht auch bei hohen Windstärken sicher. All diese Eigenschaften machen das Schwarzzelt zu einer Behausung, die seit Jahrtausenden nomadisierenden Völkern in verschiedenen Klimazonen Schutz bietet.